# (9885) Linux
Pour les articles homonymes, voir Linux (homonymie).
(9885) Linux est un astéroïde de la ceinture principale découvert le 12 octobre 1994 par le programme Spacewatch à l'observatoire de Kitt Peak. Il doit son nom au noyau de système d'exploitation Linux, développé par Linus Torvalds, informaticien finlandais.